# Quattro giornate di Catanzaro
Per quattro giornate di Catanzaro si intende una rivolta dei cittadini di Catanzaro avvenuta nel gennaio 1950 per promuovere la città come futuro capoluogo della Regione Calabria.

## Descrizione
Il 25 gennaio 1950 la popolazione di Catanzaro fu chiamata ad uno sciopero generale dai rappresentanti del comitato cittadino costituitosi per affermare il diritto della città a vedere riconosciuto il suo ruolo di capoluogo della Regione Calabria.
Un comitato parlamentare aveva indicato le ragioni storiche e geografiche che giustificavano tale designazione e le aveva illustrate in un'apposita relazione, denominata "Donatini-Molinaroli", dal nome del presidente Ezio Donatini e dell’estensore, Antonio Molinaroli. L'incarico al comitato parlamentare fu affidato dalla commissione Affari Istituzionali della Camera dei Deputati, a causa della contesa che con la promulgazione della Costituzione, opponeva Catanzaro a Cosenza e Reggio Calabria. Infatti le tre città si erano candidate ad assumere il ruolo di capoluogo della nascente Regione, anche se ciascuna con motivazioni diverse.
Tra Catanzaro e Reggio Calabria, in particolare, a partire dal 1947 si sviluppò un'accesa rivalità. I catanzaresi candidavano la loro città in ragione della sua funzione di capitale giudiziaria e burocratica esercitata da secoli, grazie alla presenza della Corte d'Appello e della maggior parte degli uffici decentrati dallo Stato, e della sua centralità geografica. Reggio invece, dopo l'accorpamento dei comuni del suo comprensorio avvenuto negli anni Venti del Novecento, era la città più popolosa oltre che la più antica alla luce delle origini magnogreche ed era indicata, per il suo primato demografico, come principale centro della Calabria da diverse carte geografiche. Cosenza era stata la capitale dell'antico popolo italico dei Bruzi e vantava una certa vivacità economica e culturale. 
La necessità di dirimere la contesa fra le città calabresi, che trovava un'analogia anche nella situazione dell'Abruzzo con la rivalità fra l'Aquila e Pescara, indusse la commissione Affari Istituzionali della Camera a incaricare appositi comitati, composti da parlamentari, di individuare i capoluoghi delle due Regioni. 
Nel corso del 1949 il comitato di indagini per la scelta del capoluogo della Regione Calabria effettuò una serie di sopralluoghi nella regione, visitando le città contendenti e le rispettive province, acquisendo documenti storici, geografici ed economico-sociali. Nel novembre del 1949, con la consegna della relazione Donatini-Molinaroli alla Commissione, il comitato giunse alla conclusione che, in base a parametri storici e geopolitici, Catanzaro fosse il capoluogo della Calabria. La decisione suscitò l'accesa reazione della popolazione reggina e dei suoi rappresentanti istituzionali, che diedero vita a manifestazioni di protesta imponenti. Il timore di una rivolta nella città dello Stretto consigliò alle forze politiche un atteggiamento di estrema cautela nella gestione della vicenda, che richiamò l'attenzione della stampa nazionale e fu al centro del dibattito parlamentare sull'opportunità di istituire le Regioni previste dalla costituzione. Dopo alcuni mesi, la Commissione Affari Istituzionali decise di rinviare la decisione sulla scelta dei capoluoghi delle due regioni interessate al Parlamento. Di fatto, il lavoro del comitato di indagine e la relazione Donatini-Molinaroli vennero accantonati. 
La notizia di tale sospensione della scelta raggiunse Catanzaro la sera del 24 gennaio 1950. Il 25 lo sciopero generale paralizzò il capoluogo, cui fecero pervenire il sostegno dei rispettivi comuni molti sindaci della provincia. I catanzaresi diedero vita, a loro volta, a manifestazioni, cortei e comizi a cui parteciparono migliaia di persone in una città in cui i servizi pubblici e tutte le attività rimasero bloccati. La mattina del 26 una folla attraversò la città protestando fino a scontrarsi con la Polizia davanti alla sede del Provveditorato regionale alle Opere Pubbliche. La carica della Celere fu violenta e provocò il ferimento di 14 persone. Alcuni dei dimostranti furono fermati. I fatti di Catanzaro animarono il dibattito parlamentare e richiamarono in città gli inviati dei principali giornali nazionali dell'epoca. La violenza dell'intervento della Polizia fu criticata aspramente. Solo il 28 gennaio, quando il fronte della protesta cominciò a incrinarsi soprattutto a causa della presa di distanza della Democrazia Cristiana (il Pci e il Psi lo avevano fatto fin dall'inizio temendo che la questione del capoluogo fosse strumentalizzata dagli antiregionalisti) dato il carattere antigovernativo che la rivolta stava assumendo, il comitato decise la sospensione della mobilitazione. Nei mesi successivi il dibattito sulla questione andò scemando, fino a spegnersi quando fu chiaro che gli enti regionali non sarebbero più stati istituiti.  
Le Regioni infatti furono attuate solo nel 1970, e anche allora la designazione di Catanzaro come capoluogo della Calabria avrebbe fatto esplodere la rivolta, ben più estesa e radicale, a Reggio, con la città che fu segnata da lunghi mesi di guerriglia urbana che provocarono morti e decine di feriti. 
I giorni della protesta dei catanzaresi del gennaio 1950 vengono ricordati, con tono forse un po' enfatico dagli storici locali, come le "quattro giornate di Catanzaro". È recente, sulla vicenda, l'uscita di un libro scritto dal giornalista Alessandro De Virgilio ed edito dalla Rubbettino.